# バリバリ伝説
『バリバリ伝説』（バリバリでんせつ）は、オートバイ競技（ロードレース）を題材としたしげの秀一による日本の漫画作品、およびそれを原作としたアニメ作品。通称「バリ伝」。『週刊少年マガジン』（講談社）にて、1983年から1991年まで連載された。単行本全38巻、ワイド版全20巻、文庫版全20巻。
1985年度、第9回講談社漫画賞少年部門受賞。2018年4月時点で累計発行部数は約2600万部を記録している。

## 概要
高校生ライダー巨摩 郡（こま ぐん）がレースの世界に入り、アマチュアから世界チャンピオンになるまでのサクセスストーリー。並行して、恋人の伊藤歩惟（いとう あい）とのラブストーリーも展開する。
1980年代のオートバイブームの折、そのリアルな描写によってオートバイファンから熱狂的な支持を受けた。しげのによる後作の『頭文字D』とは、多くの共通点が見られる作品である。
第1部のストーリーは、前半は学園コメディと公道バトルが中心であった。漫画に影響を受けたローリング族達が、峠道で公道レースを行い、社会問題にもなった。ただし、本作では無軌道な走りに警鐘を鳴らすエピソードも盛り込んでいる。
第1部の後半からはサーキットでのレースが舞台となり、当時は「バイクの甲子園」と呼ばれて盛況であった「鈴鹿4時間耐久ロードレース」（鈴鹿8時間耐久ロードレースの下位レース）が中心となる。
第2部では全日本ロードレース選手権、第3部ではロードレース世界選手権シリーズ（WGP・現MotoGP）が舞台となり、最後は当時のGP500クラス（現MotoGPクラス）で、主人公の巨摩郡がシリーズチャンピオンを獲得して、連載は終了した。

## あらすじ

### 第一部
アメリカ帰りの帰国子女の高校生・巨摩 郡（グン）は、バイクでスピードを出すことに強いコダワリを持っており、親友の沖田 比呂（ヒロ）とつるんで峠道を攻める日々を送っていた。そんな中、アイドル映画の影響から「暴走族の彼氏が欲しい」というミーハーな夢を持っている、1つ年下の後輩・伊藤 歩惟（あい）と知り合う。
ある日、同級生でバイクレースをしている社長令嬢・一ノ瀬 美由紀（みぃ）に誘われ、筑波サーキットで練習する機会に恵まれたグンは、若手レーサー達の嫌がらせを打ち負かしたばかりか、初めてのレース場での走りにも関わらず突出したスピードを見せつける。
関西からの転校生・聖 秀吉（ヒデヨシ）に公道勝負で敗れたグンは、いがみ合いながらも峠道で競いあうことで技術を盗んでいく。美由紀にレースチームに誘われたグンは、美由紀、ヒデヨシ、ヒロの4名で高校生チームを結成。アマチュア主宰の「3時間耐久レース」に出場し、ノービス（初心者クラス）から規格外の才能を発揮するが、ヒロの負傷によりリタイアとなる。
ヒデヨシとは事あるごとに対立していたが、コンビを組んで「鈴鹿4耐」に出場した2人は、「瞬発力のグン」「安定力のヒデヨシ」という互いの武器を活かしあい、転倒のアクシデントを挽回してゴボウ抜きにしていく。スズキのワークスチーム「浜松レーシング」の松井との激しい接戦を制して、優勝を勝ち取った2人は友情を結び合う。
しかし、ヨシムラレーシングからの誘いがあったヒデヨシは、グンを連れて峠の走り収めに出かけるが、転倒したライダーを避けようとしたところ、対向車線から来た乗用車と衝突して死亡。プロへの強烈な夢と「速くなろうな」というヒデヨシの遺志を継ぐべく、グンはプロライダーへの道を歩みだす。 (第11巻まで)

### 第二部
大学進学後、グンは全日本ロードレース選手権250ccクラスに参戦して、国際B級ライセンスながらA級ライダーに混じって優勝争いを演じる。マシンの仕上がりに難癖を付けるトラブルメーカーの国際A級ライダー荻野目 誠が、イチノセレーシングに招かれる。また、これまで妹分だった歩惟と交際を始める。
グンに憧れる1つ年下のB級レーサー・星野 アキラは、グンの走りを真似することでメキメキと頭角を現し、ヤマハのワークスマシンを提供されたことや上位陣がリタイヤする幸運も手伝い、三連続の優勝を勝ち取ってシリーズ優勝争いに加わる。
一方、イチノセレーシングに助っ人として招かれた元レーサーの凄腕エンジニア・島崎 浩一によって、ピーキーで過激なセッティングを施したホンダ・RS250R《イチノセ・スペシャル》によって、グンの走りは進化して「独自のドリフト」を身につけて、優勝を勝ち取る。
全日本ロードレース選手権の最終戦の前夜、グンに惚れていたヨーコに雇われた不良たちによって歩惟が誘拐され、東京まで徹夜で往復するというアクシデントに見舞われる。ギリギリでレースに間に合ったグンは、世界トップ5に入ると言われるWGPの強豪・カルロス・サンダーとの激闘の末、見事にシリーズチャンピオンを獲得する。
世界への挑戦を決意したグンは、あいに一緒にヨーロッパに同行してもらうため、プロポーズして親公認の婚約者となる。2人は大学を1年間休学して、ヨーロッパへと向かう。 (第21巻まで)

### 第三部
翌年、グンはあいと共にヨーロッパへ渡り、ホンダのサテライトチームからWGPの最高峰であるGP500クラスにフル参戦する。WGP第1戦のスペイン・ハラマでは、慣れないスリッピーなコースに慎重に調整を重ねたグンは、予選5位で突破。本選でも5位でフィニッシュして、関係者らを驚かせる。
WGPの第2戦、西ドイツ・ホッケンハイムリンクでは、グンは予選で転倒して右手を骨折してしまう。地元ファンから「雨が止む」という情報を得たグンは出走することを決断し、インターミディエイトタイヤを選択したことが功を奏して、世界のA級ライダー達をゴボウ抜きしてトップ争いに加わり、「ガン ボーイ」の名を轟かせる。しかし、ラスト一周で転倒して7位完走となり、シリーズランキング8位となる。
第3戦のイタリア・ミサノでは、グンは右手の骨折が怪我の功名となりコーナリングに磨きをかけていき、予選6位で突破。一方、「キング・ケニーの秘蔵っ子」と呼ばれるヤマハの若手の天才ライダー・ラルフ・アンダーソンがデビューし、師匠譲りの走りを見せつけるがトップ争いで転倒。最終ラップでエディ・ローソンを躱したグンは、WGP初優勝を勝ち取る。
第4戦のフランス・ポール・リカールは、元レーサーだったエンジニア島崎が大事故を起こした因縁の地であった。長いバックストレート（ミストラルストレート）に苦戦したグンは、コーナーで圧倒できるピーキーなセッティングを島崎に求める。挑発してきたラルフとのトップ争いを制したグンはWGP二連勝し、シリーズランキング同点2位となる。
第5戦のベルギー・スパ・フランコルシャンでは、グンの走りにマシンがついていけず、タイヤへの負担が大きくなったことから後半タイムを大きく崩し、惨敗して6位となる。これにより、シーズンランキング3位へと後退する。一方、ライバルのラルフ・アンダーソンがWGP初優勝を決める。
第6戦のオーストリア・ザルツブルクリンクでは、GP開催サーキットの中でも随一の超高速サーキットに、グンの苦戦は続く。予選7位で突破したグンは、4位にまで追い上げたものの高速コースでのパワー不足の差はいかんともしがたく、後半の競り合いに敗れて6位でチェッカーを受ける。その一方で、ラルフが2連続優勝を決め、圧倒的な強さを見せる。
第7戦のイギリス・ドニントン・パークでは、ホンダワークスチーム (HRC) 監督・梅井 松夫の尽力によって「ホンダのニューマシン（最新型のNSR500）」がグンにも提供され、これまで悩まされてきたパワー不足が解消され、予選はラルフと同タイムで2位。本選ではラルフと激しいトップ争いを繰り広げて、コースレコードを更新し続ける。ラルフが引き下がり独走状態になるも、雨でスリップしてリタイアとなり、ランキング5位となる。一方、ラルフは3連勝を飾って、ランキング4位へと浮上する。
第8戦のオランダ・アッセンでは、予選2位で通過。最終ラップでラルフに抜かれたグンは、最終コーナーでラルフを抜き返して、二度目の優勝を決める。これにより、ポイントランキングは5位に再浮上する。 
第9戦のユーゴスラビア・アウトモトドローム・リエカでは、ラルフがマシントラブルによって痛恨のリタイアとなり、ローソンらの追撃を逃げきったグンは連続優勝する。しかし、グンの速さに納得がいかないホンダ契約のワークスチーム達は、「グンだけに特別仕様のマシンを与えているのでないか？」と抗議し、グンは次のレースで「グン・スペシャル」を使用できなくなってしまう。
ヤマハに対するホンダのマシンの劣勢、ワークスチーム（HRC）との軋轢、危険走行による出場停止処分などの困難を経てホンダのエース的存在となり、ラルフ・アンダーソンとのルーキー対決を制して世界の頂点に立つ。

## 登場人物

### 主人公とヒロイン
巨摩 郡（こま ぐん）
主人公。第1話時点では北稜高校2年生。1967年3月9日生まれ。身長187cm、体重75kg。鋭い目付きをしており、寝癖のように所々が跳ねた髪が特徴。
6歳から14歳までアメリカで暮らした後、ビジネスマンとして成功した父と別れ、高校から日本で一人暮らしをしている。峠道でオートバイを飛ばすのが趣味の一高校生に過ぎなかったが、美由紀の誘いでサーキットでのレースに参加するようになる。高校生チームのライダーとして、鈴鹿8時間耐久ロードレースのサポートレースである鈴鹿4時間耐久ロードレース（鈴鹿4耐）にスズキ・GSX-R400（F3仕様）で参戦。ライバルの聖秀吉とコンビを組み、終盤に怒涛の追い上げをみせて優勝する。レースへの情熱はそれほど大きいものではなかったが、秀吉の峠での事故死を契機に本格的にレースの世界にのめり込む。
工学系の大学に進学しつつ、イチノセレーシングチーム (IRT) より全日本ロードレース選手権・250ccクラスに参戦。ライバル星野アキラの台頭や、市販ホンダ・RS250Rのハンディに苦戦するが、名チューナー島崎の手で改良されたマシンを得て、最終戦鈴鹿の劇的な勝利によりルーキーチャンピオンを獲得する。
翌年はホンダに活躍を買われ、一気に海外のWGP500ccクラスにステップアップする。WGPでは型落ちのホンダ・NSR500を与えられ、第3戦イタリアGP（ミサノ）で初勝利を獲得。特別チューンされた最新スペックのマシンを託され、ヤマハの天才ラルフ・アンダーソンと異次元のチャンピオン争いを展開する。
作中では「グン」とカタカナ表記されることが多い。海外のファンからは「GUN」というローマ字表記から「ガン・ボーイ」と呼ばれる。背が高いことから秀吉から「ノッポ」と呼ばれていた。負けず嫌いな性格で腕っ節が非常に強く、喧嘩相手を一発で倒すパンチ力や、車のドアを一撃で破壊するキック力を持つ。
ライディングスタイルはコーナーに高速で突っ込み、豪快なパワースライドで旋回するファーストイン・ファーストアウト走法。転倒の危険もいとわず、暴れるマシンをねじ伏せて最速を追求していく攻撃的過ぎるスタイルは「破滅的」「クレイジー」と評される。ガードレールのある車線でスピードを出し過ぎた際、持ち前の強烈なキック力を活かしてガードレールを思い切り蹴りながら転倒を防止しつつ車体の向きを変えるガードレールキックターンという技を持っており、後のサーキットでの事故の回避にも使っている。
プライベートでの愛車はホンダ・CB750F。「しび子ちゃん」と呼ぶほど愛用していたが、秀吉の事故時のどさくさで盗まれたためホンダ・NS400Rに変わり、普通自動車免許を取得してからは叔父から借りたマツダ・RX-7 (FC3S) も乗りこなす。
伊藤 歩惟（いとう あい）
ヒロイン。第1巻時点では高校1年生。1968年2月13日生まれ。性格に幼さを残す、ショートカットの明るい少女。
グンが通う高校の下級生で、当初はアイドル映画の影響で「オートバイを乗り回す姿がかっこいい」という理由だけでグンたちにくっついていたが、グンたちが本格的にレースに参戦するようになると、チームの一員としてピット作業を手伝うようになる。やがて、グンを異性として意識していることに気付き、グンから交際を申し込まれる形で相思相愛の仲となる。
グンに横恋慕するヨーコの企みで拉致されるが、駆けつけたグンによって救出され、全日本最終戦後に「一緒にヨーロッパに行ってほしい」と求婚される。婚約者としてグンと共にWGPのレースを転戦し、HRCのムードメーカー兼マスコット的存在となった。
4人家族のごく普通の家庭で育ち、弟の歩樹（あき）もグンの大ファン。父親は当初レーサーと言う職業を理解していなかったが、実際にレースを観てグンを応援するようになった。

### イチノセレーシング
聖 秀吉（ひじり ひでよし）
グンのアマチュア時代最大のライバル。関西育ちの自称「裏六甲のウンチーニ」。峠道ではグンと「ウサギとカメ」と題した追い抜き競争で腕を鍛え、一度もグンに抜かれなかった。グンの走りを道楽息子の遊びと見なしていたが、急成長と爆発的な速さについては認めている。
中学の頃に交通事故(劇場版アニメの場合、峠の右コーナー(両親視点)を赤い軽ハッチバックで走っていたところ、センターラインをオーバーした大型トラックにぶつけられる)で両親を亡くし、妹の知世と2人でグンたちと同じ高校に転校してきた。「早くプロのレーサーになって、自らの力で家計を支えたい」という志向が強く、グンや美由紀が鈴鹿4耐参戦のためのチームメイトを探していることを聞きつけると、美由紀らの前で土下座してチーム入りを懇願。仲の悪かったグンと組むことが決まっても、レースに勝つためには当然のことと受け入れた。
ライディングスタイルはグンとは好対照にステディかつシュアであり、小柄ながら愛車スズキ・GSX750Sカタナを巧みに乗りこなす。鈴鹿4耐ではグンの派手な活躍の陰で、自身はマシンを労わる職人的な走りに徹した。高根沢の妨害に遭って転倒しながらもグンにマシンを託し、見事優勝してグンとのいがみ合いも解消する。
ポップ吉村の眼鏡にかない、高校卒業後はプロチーム入りすることが内定。グンを連れて峠の走り収めに出かけたが、転倒したライダーを避けようとしたところ対向車線から来た乗用車と衝突して死亡する。その後は作中には登場していなかったが、第3部のクライマックス直前で重要な役割で再登場する。
死後、カタナは直してお前が乗ったらどうだとの勧めに反し郡の手により燃やされてしまう。これに関しては｢他者の手に渡るのもガレージで放置されるのも違う。あの世の秀吉のもとに送るべきだ｣との考えからである。
因みにしげのは秀吉を死なせた理由について、「存在がでかくなりすぎて主人公を喰う可能性があったから」と、『頭文字D拓海伝説』（1998年発売）の中のインタビューで語っている。
一ノ瀬 美由紀（いちのせ みゆき）
グンたちの高校での同級生。1966年11月5日生まれ。グンと比呂からは「みぃ」という愛称で呼ばれている。大人びた感性を持つ、ボーイッシュな少女。父親は大企業の経営者で、「イチノセレーシングクラブ」のオーナーでもある。
日本製マシンが席巻するWGPへ、チャンピオンを狙える日本人ライダーを送り出したいと望んでいる。峠道で出会ったグンの素質をいち早く見抜いてサーキットへと誘い、高校生ライダー4人による鈴鹿4耐参戦を計画する。自身のライダーとしての腕も相当なもので、当初はグンも彼女から技術を吸収していた。公道での愛車はホンダ・VT250F。
はじめはグンに片思いだったが、鈴鹿4耐後に比呂の想いを受け入れ、交際している。
沖田 比呂（おきた ひろ）
グンと同じ高校に通う親友でバイク仲間。1966年5月5日生まれ。髪をリーゼントに決めた、ノリの軽いお調子者。イチノセレーシングの一員となり、美由紀とのコンビで鈴鹿4耐に出場し、転倒した美由紀をかばいながら完走を果たした。
グンほどの走りの才能が自分に無いことをコンプレックスに思ってたが、努力は怠らず、「4耐出場のトレーニング期間で、もっとも成長したのは比呂」と市川に評価された。美由紀にずっと片思いだったが、鈴鹿4耐のあと相思相愛に。高校卒業後は整備士養成の専門学校に通いながら実家の八百屋の手伝いもしており、将来はバイク屋を経営したいという夢を抱いている。愛車はカワサキ・Z400GP。
市川（いちかわ）
イチノセレーシングの監督兼チーフメカニック。元中学校の教師。美由紀のことは「お嬢さん」と呼ぶ。ベテランらしい経験を持ち、初めてグンの走りを見て「このままでは君はバイクで死ぬことになる。もっと考えて走れ」と苦言を呈した。鈴鹿4耐まではグン/比呂、美由紀/秀吉の組み合わせだったが、本番ではあえて犬猿の仲のグンと秀吉にコンビを組ませて成功した。
メカニックとしては4ストロークエンジンのスペシャリストであり、ゆえに全日本250ccのシリーズ途中からチーフメカを島崎にバトンタッチする事になった。
太田 信一（おおた しんいち）
イチノセレーシングの若手メカニック。アマチュア時代からグンと関わり、島崎のもとについてWGPを転戦し、Tカーを担当する。第2部以降登場機会が少なくなった比呂の代わりとして、主にコメディリリーフ的な役割を担当する。愛車はヤマハ・FZ400R。

### 第1部より登場
聖 知世（ひじり ともよ）
秀吉の妹で高校1年生。両親の交通事故の後に秀吉と共に転校し、歩惟と同じクラスになる。秀吉がバイクに乗ることを快く思っておらず、秀吉がバイクで出掛ける度に心配している。その心配は最終的に兄の事故死によって現実となり、兄の死を告げられた後、再び転校する。第2部の途中で再登場し、秀吉が耐久レースを行った会場を観に行った際に美由紀に会い、生前の秀吉のレースでの戦いぶりに感激したことを伝え、最後に別れを告げて物語からも姿を消す。
西城（さいじょう）
グンの通う高校の番長。ボクシングを習っており、強面で顔に傷がある。当初はCB750Fに乗るグンを快く思っておらず、仲間の不良達と共にグンに喧嘩を売ったが、逆に殴り飛ばされてしまった。
以降は美由紀が不良グループに誘拐されたことを知った際、仲間のスクーターを借りて追い掛け、車に乗っていた不良メンバーを脅して美由紀を病院へ連れて行かせるなど、気の利いた一面を見せた。
秋山（あきやま）
グンと同じ高校に通う軟派な不良。比呂の中学時代の同級生だが、中学時代に留年しているために1歳年上。歩惟を口説こうと近寄ったことで、グンと歩惟の仲が一時的に険悪になる。
4輪ダートレースの経験者で、峠道でグンに勝負を仕掛けたが敗れる。秀吉の死後はグンに「お前が死んだのかと思った」と嫌味と悪意に満ちた発言してグンを怒らせ、喧嘩の末殴り倒された。
サトル
イチノセレーシングに所属するライダー。筑波サーキットでの占有走行中、初心者のグンをからかって怒らせた挙句、あっさりと抜かれた上にオーバーペースで転倒する。
密かに美由紀に想いを寄せていたが、裕福な家庭で育った彼女と貧乏な自分の格差を妬んでいた。不良仲間と美由紀を誘拐し、強姦する一歩手前のところでグンと比呂によって殴り倒された。その後、レーシングチームを辞めることを伝え、歯止めの利かない自分を止めてくれたことを感謝した。
剛田（ごうだ）
サトルの旧知のライダー。無謀運転のオートバイのせいで妹が事故死したことを恨み、峠の走り屋達をガードレールにクラッシュさせる復讐行為を繰り返し、「峠の殺し屋」と恐れられる。グンと秀吉のコンビプレーによって復讐を食い止められ、改心して鈴鹿4耐に出場した。
高根沢（たかねざわ）
ハヤミ・レーシングチームのエースライダー。ハンサムで女性にもてるが、うぬぼれ屋で自己中心的。サーキットでの出来事を逆恨みし、イチノセレーシングに対して妨害行為を働くようになる。鈴鹿4耐ではシケインで秀吉の走路をわざと妨害して転倒させる。さらにピットで悪態をつき、観客から物を投げられた。
松井（まつい）
鈴鹿4耐に出場した「ノービス最速」と謳われるライダー。スズキのワークス・チーム・浜松レーシングに所属する。鈴鹿4耐では首位走行中にペアライダーが転倒し、一時周回遅れとなる。そこからグンと共にハイペースで追い上げ、レース最終盤に首位を捉えたが、優勝はグンに譲る結果となる。

### 第2部より登場
星野 アキラ（ほしの アキラ）
全日本250ccクラスにおけるグンのライバルの一人。年齢はグンより1つ年下（17歳）の高校生。シーズン開幕当初は市販ヤマハ・TZ250に乗る新人ライダーの一人に過ぎなかったが、グンに憧れ、その走りを真似ようと試行錯誤するうちに急激に頭角を現す。グンと同じく国際B級のルーキーながらも、シーズン途中からヤマハのワークスマシンYZR250を与えられ、3連勝してチャンピオン争いの対抗馬となる。自信と共に不遜な態度を見せはじめ、最終戦ではサンダーに対決を挑むが完敗し、改めてグンへの敬意を抱く。
第3部ではグンの抜けた全日本選手権を独走で勝ち取り、自信を持ってアメリカGPの250ccクラスにスポット参戦するが、WGPのライダーのレベルの高さの前に13位に終わり精神的に打ちのめされた。続く最終戦の日本GPでは5位に入賞し、全日本チャンプの意地を見せた。
島崎 浩一（しまざき こういち）
全日本選手権のシーズン途中から、イチノセレーシングに助っ人として招かれたエンジニア。元はWGPにプライベート参戦するライダーだったが、フランスGPでエンジン焼き付きによる大クラッシュに遭い、引退に追い込まれた過去を持っている。
限界までピークパワーを搾り出すエンジンチューニングを得意とするが、エンジン特性がピーキーとなり扱いづらくなるため、グンと出逢うまではそのマシンを乗りこなせるライダーに巡り合えなかった。馬力に勝るワークスマシンと勝負するため、市販のホンダ・RS250Rに過激なセッティングを施し（シマザキスペシャル）、グンのライディングの進化を促した。最終戦ではホンダが提供したワークスRSのエンジンをチューンしたシマザキスペシャル2を用意した。
グンとは喧嘩腰ながら息の合うコンビとなり、WGPでも「チーム・シマザキ」としてマシンセッティングを担当する。
荻野目 誠（おぎのめ まこと）
シーズン2戦目からイチノセレーシングに加わった国際A級ライダー。全日本250ccクラスでは中堅どころのライダーだが、チームにエース待遇を求め、マシンの仕上がりに難癖を付けるなどトラブルメーカー的存在となる。当初は新人のグンを見下していたが、レース結果から次第に才能を認めるようになった。一度フリー走行でシマザキスペシャルを借りてクラッシュさせたことから、最終戦ではグンのマシンのセッティングに協力し、「借りは必ず返す」という義理堅いところも見せている。普段はタクシー運転手として働いている。
ヨーコ
元鈴鹿サーキットクイーンの女子大学生。鈴鹿4耐の表彰式でグンに冷たくあしらわれたことを根に持ち、しつこく付きまとうようになる。次第にそれは恋愛感情へと変化するが、既に歩惟と交際しているグンには全く相手にされなかった。そのことに怒った挙句、取り巻きの不良たちを使って全日本ロードレース選手権・最終戦の決勝前日に歩惟を拉致するが、目論見と異なり歩惟を救出すべくグンが駆けつけたため、恋に敗れたことを自覚する。
タカオ
ヨーコの親衛隊のリーダー格。関東の大学に進学したヨーコを追って転職するほど彼女に惚れ込んでいる。腕っぷしの強さは仲間内でも恐れられているが卑怯なことを嫌う性格で、歩惟の拉致事件に加担した不良たちを制裁した末、グンに「けじめ」のタイマン勝負を敢えて持ちかけ、敗れた。
ヨーコへの「あの足に惚れた」という台詞は、作者のしげの秀一が交際・結婚した速水翼に対するエピソードから。
神野 幸男（じんの ゆきお）
グンが通うS工大の2輪部部長。部の恒例イベント「裏山サーキットタイムトライアル競技会」にて伝説のコースレコードを更新することを期待されていた。しかし、飛び入り参加したグンにあっさり抜き去られ、プロとアマチュアの差を見せつけられた。愛車はヤマハ・FZ400R。
カルロス・サンダー
ホンダのワークスライダー。アメリカ出身。前年にWGP250ccクラス参戦1年目でチャンピオンを獲得し、ロスマンズ・ホンダより500ccクラスにステップアップ。この年の鈴鹿2&4レースに出走するため来日した折、テスト走行時にグンと初めて出会う。その後、WGPで年間2勝し、ホンダの要請で全日本ロードレース最終戦（鈴鹿）にスポット参戦し、500ccと250ccクラスにダブルエントリーした。全日本ライダーのレベルを軽視し、250ccクラスでは悠々独走していたが、グンの思わぬ追撃に遭ってペースを乱してしまい、最後に逆転を許す。
第3部でもロスマンズ・ホンダのワークスライダーとしてWGP500ccクラスに出走する。第2部に続きプライドの高さと高慢な面を見せ、マシンの不調とともにスランプに陥った時はグンの活躍を妬んでワークスマシンの貸与システムに難癖をつけ、グンは型落ちのマシンでの参戦を余儀なくされた。しかしその後もことごとくグンの後塵を拝している。シーズン最終戦前のテスト走行でグンのスペシャルマシンを全く使いこなせない事に愕然とし、ようやくグンの才能を認めている。

### 第3部より登場
ラルフ・アンダーソン
第3部におけるグンのライバルである天才ライダー。アメリカ出身。亡き母の容姿を意識し、長く伸ばした金髪を後ろでまとめているのが特徴。
「キング・ケニーの秘蔵っ子」として、ラッキーストライク・チーム・ロバーツよりシーズン途中の第3戦イタリアにスポット参戦（マシンはヤマハ・YZR500）。エースライダーのランディ・マモラを転倒に巻き込んで負傷させてしまい、その後は代役としてレギュラー参戦を果たす。すぐにヤマハのエースライダーへのし上がり、グンとGP500クラスのチャンピオン争いを展開する。
幼少期よりモトクロスやダートトラックで技を磨き、グンとは対照的に滑らかで芸術的な走りを身上にするが、時にはダートのラフテクニックも駆使する。エリート選手らしい傲慢な面を見せ、グンとは犬猿の中だがグンの才能は認めており、コース上では1対1のドッグファイトを展開している。
エディ・ローソン
WGP 500ccクラスに出場している、トップライダーの一人。
ワイン・ガードナー
WGP 500ccクラスに出場している、トップライダーの一人。
ランディ・マモラ
WGP 500ccクラスに出場している、トップライダーの一人。作中ではラルフと絡むクラッシュにより負傷し入院、長期欠場を余儀なくされた。
ロン・ハスラム
WGP 500ccクラスに出場している、トップライダーの一人。本作では「歩惟に気がある」設定となっており、用もないのにグンのピットやモーターホームに姿を見せては歩惟を口説こうとするが、毎回歩惟に軽くあしらわれるのがお約束となっていた。
クリスチャン・サロン
WGP 500ccクラスに出場している、トップライダーの一人。
ジャコモ・アゴスチーニ
マールボロ・ヤマハワークスチームの監督。1960～1970年代にかけて活躍し、500ccクラスと350ccクラスで122回の優勝を果たし、計15ものタイトルを獲得するなど、「史上最高のロードレーサー」と呼ばれる人物。
ケニー・ロバーツ
ヤマハワークスチームの監督。ラルフ・アンダーソンの師匠で、自らのテクニックを伝授した。1970～1980年代にかけて活躍し「キング・ケニー」と呼ばれる。
梅井 松夫（うめい まつお）
ホンダワークスチーム (HRC) 監督。おかっぱ頭のような髪型が特長。ヤマハとのメーカー対決の陣頭に立ち、500ccクラスにおけるホンダの劣勢を挽回しようとする。
グンに対してはいつも憎まれ口を叩きつつもその才能を評価しており、第8戦イギリスでニューマシンを投入する際、グンだけに他のワークスマシンとは方向性の異なるチューニングが施されたNSR500を供給するなどの便宜を図り、ロスマンズ・ホンダ陣営と揉めごとになった。グンをかばい切れなかった際の涙ながらの謝罪、出場停止処分に対する激しい抗議などで、次第に信頼を得ていった。
歩惟のことをかなり気に入っており、グンがHRCに加入した直後には「うちのチームはそういうことは全員ドクターストップ」と嘘をついてまでグンと歩惟の交際を妨害した。またグンの初優勝後に二人が初夜を迎えたことを知ったときには尋常ではないほど落ち込み、監督の業務をスタッフに丸投げして引きこもりかけたこともある。
モデルは連載当時ホンダF1総監督であった桜井淑敏と、同じくHRC監督だった福井威夫。

## 書誌情報
- しげの秀一『バリバリ伝説』講談社〈マガジンKC〉、全38巻
  1. 1983年10月14日発売、ISBN 4-06-172922-5
  2. 1983年11月14日発売、ISBN 4-06-172932-2
  3. 1983年12月12日発売、ISBN 4-06-172937-3
  4. 1984年3月15日発売、ISBN 4-06-172955-1
  5. 1984年5月15日発売、ISBN 4-06-172970-5
  6. 1984年7月16日発売、ISBN 4-06-172977-2
  7. 1984年9月13日発売、ISBN 4-06-172990-X
  8. 1984年12月10日発売、ISBN 4-06-173010-X
  9. 1985年2月12日発売、ISBN 4-06-173022-3
  10. 1985年5月14日発売、ISBN 4-06-173044-4
  11. 1985年7月10日発売、ISBN 4-06-173053-3
  12. 1985年11月14日発売、ISBN 4-06-173085-1
  13. 1986年2月12日発売、ISBN 4-06-173120-3
  14. 1986年7月10日発売、ISBN 4-06-173155-6
  15. 1986年9月10日発売、ISBN 4-06-173176-9
  16. 1986年11月13日発売、ISBN 4-06-173190-4
  17. 1987年2月10日発売、ISBN 4-06-311211-X
  18. 1987年5月11日発売、ISBN 4-06-311236-5
  19. 1987年7月10日発売、ISBN 4-06-311256-X
  20. 1987年9月7日発売、ISBN 4-06-311273-X
  21. 1987年11月9日発売、ISBN 4-06-311291-8
  22. 1988年2月8日発売、ISBN 4-06-311312-4
  23. 1988年5月2日発売、ISBN 4-06-311342-6
  24. 1988年7月8日発売、ISBN 4-06-311361-2
  25. 1988年10月11日発売、ISBN 4-06-311387-6
  26. 1989年2月10日発売、ISBN 4-06-311419-8
  27. 1989年4月12日発売、ISBN 4-06-311436-8
  28. 1989年7月13日発売、ISBN 4-06-311465-1
  29. 1989年10月11日発売、ISBN 4-06-311490-2
  30. 1990年2月8日発売、ISBN 4-06-311525-9
  31. 1990年4月14日発売、ISBN 4-06-311548-8
  32. 1990年6月14日発売、ISBN 4-06-311569-0
  33. 1990年8月11日発売、ISBN 4-06-311587-9
  34. 1990年11月15日発売、ISBN 4-06-311613-1
  35. 1991年2月14日発売、ISBN 4-06-311637-9
  36. 1991年4月15日発売、ISBN 4-06-311655-7
  37. 1991年6月10日発売、ISBN 4-06-311675-1
  38. 1991年8月6日発売、ISBN 4-06-311705-7

- しげの秀一『バリバリ伝説』ワイド版 講談社〈マガジンKCSP〉、全20巻
- しげの秀一『バリバリ伝説』文庫版 講談社〈マガジンKCSP〉、全20巻

## OVA
1986年5月に「Part I 筑波篇」、同年12月に「Part II 鈴鹿篇」として2作品製作されたオリジナルビデオアニメ。アイドル歌手の荻野目洋子が主題歌とヒロイン歩惟役の声優を担当した。
1987年8月には、劇場版として再編集され日本ヘラルドの配給で劇場公開された。併映作品は、同じ『週刊少年マガジン』連載の漫画『あいつとララバイ』の劇場版アニメ化作品『あいつとララバイ 水曜日のシンデレラ』。
2023年7月にはDVD、BD化され販売された。

### 登場人物（声の出演）
※映像では荻野目が単独トップでクレジットされた。
- 巨摩 郡（田中秀幸）
- 伊藤 歩惟（荻野目洋子）
- 聖 秀吉（中尾隆聖）
- 一ノ瀬 美由紀（戸田恵子）
- 沖田 比呂（二又一成）
- 聖 知世（平松晶子）

### スタッフ
- 製作：加藤勝久
- 企画：平賀純男、内田勝
- プロデューサー:三樹創作（筑波篇）、五十嵐隆夫（鈴鹿篇）、鈴木良平、布川ゆうじ
- 脚本:渡邊由自、渡辺麻実（鈴鹿篇）
- 監修：鳥海永行
- 監督：上村修（筑波篇）、池上誉優（鈴鹿篇）
- 作画監督：古瀬登
- 美術監督：水の尾純一（筑波篇）、中座洋次（鈴鹿篇）
- 美術設定：佐藤正浩
- 編集：森田編集室、坂本雅紀、森田清次
- 音楽：新田一郎
- 録音演出：斯波重治
- アニメーション制作：スタジオぴえろ

### テーマ曲
「スロープに天気雨」（劇場版・OVA PART I 筑波編 オープニング）
作詞：麻生圭子 作曲：高中正義 歌：荻野目洋子
劇場版およびOVA PART II 鈴鹿編の挿入歌としても使用されている。
「少年の最後の夏」（劇場版 エンディング）
作詞：売野雅勇 作曲：筒美京平 歌：荻野目洋子
「涙はスピード揺らすから」（OVA PART I 筑波編 エンディング）
作詞：麻生圭子 作曲：大沢誉志幸 歌：荻野目洋子
「NONSTOP DANCER」（OVA PART II 鈴鹿編 エンディング）
作詞：川村真澄 作曲：小室哲哉 編曲：清水信之　歌:荻野目洋子

## 関連作品

### ゲーム
- バリバリ伝説（FM-7用ソフト・ポニカ・1985年）
- バリバリ伝説（PCエンジン用ソフト・タイトー・1989年）

### パチスロ
- バリバリ伝説（平和）

## 現実のレースとの関係

### 人物・設定関連
第一部では鈴鹿4耐でヨシムラの創始者吉村秀雄（ポップ吉村）が登場し、グンのバックアップに徹する聖秀吉のライディングセンスを見抜いた。
第二部では全日本250ccクラスのファクトリーライダーとして、ホンダの小林大、ヤマハの奥村裕らが登場する。なお、作中では全戦とも国際A級・B級ライダーの混走とされているが、実際はレース毎の出走台数によって異なり、作者も「フィクション」と断り書きをしている。
第三部ではエディ・ローソン、ワイン・ガードナー、ランディ・マモラ、ロン・ハスラム、クリスチャン・サロンといった当時の現役ライダーや、ジャコモ・アゴスチーニ、ケニー・ロバーツといった当時のチーム監督らが多数登場している。チーム体制や所属ライダーは概ね1987年シーズンのデータに沿っているが、作中でグンの走りと比較されているフレディ・スペンサーや、当時WGPにレギュラー参戦していた日本人ライダー（平忠彦・八代俊二）らは登場していない。また、ホンダ・ヤマハ以外のメーカー（当時はスズキやカジバなども参戦していた）のマシンやライダーはほぼ描かれていない。
グンがWGP前半戦で乗るホンダ・NSR500については、前年スペンサーが走らせていたものの発展バージョンを使用しているという記述が見られる。イギリスGPより与えられた最新型NSRは、排気管の取り回しが左右から右2本出しへと変更された1989年モデルに似ている。

### エピソード
- 主人公巨摩郡の、転倒を恐れない攻撃的で切れ味鋭い痛快なライディング姿は、1980年代中盤からWGPで活躍する日本人ライダーに歩調を合わせた形になり、フォロワーに大きな影響を与えている。特に中野真矢はグンの大ファンで、MotoGPやスーパーバイク世界選手権でグンのゼッケン番号・56を選んで参戦し、現役引退後は「56design」というブランドを経営している[3]。
- 主人公の愛車CB750Fには、セパレートハンドル、バックミラー（丸型と角型）、フロントスタビライザー、バックステップ、オイルクーラー、モリワキの集合管といった走り屋仕様の改造が加えられている。秀吉のGSX750Sカタナはフロントフェンダーを外し、ウィンドスクリーンやハンドルが海外輸出車と同じ仕様に変えられている。この2台の作中仕様を再現したプラモデルやラジコンが商品化されている。
- 漫画の中で主人公が着用しているレーシングスーツは実在のメーカーのJレーシングプロジェクト (JRP) 製である。デザインはJRPの代表である佐藤順造が現役時代（ - 1988年）に着ていたデザインである。レーシングスーツは巨摩郡レプリカとして販売され、ヘルメットも販売されていた。
- 主人公のヘルメットは通称「グンヘル」と呼ばれる（作中ではSHOEI製）。グラフィックパターンは雑誌『月刊ベストバイク』の編集者で作者のアドバイザーであった「オサ坊」のヘルメットが元であった（同時期に交友があった清水國明は青地に黄色の色違いを使用していた）。2024年にはSHOEIが現在のMotoGPで使用されているヘルメットにグンヘルのデザインを配したレプリカモデル「X-Fifteen グン」と、作中の名場面をあしらったグラフィックモデル「Z-8 バリバリ伝説」を発売した[4]（2024年9月までの受注生産）。SNSでレプリカモデルのアンケートを募ったところ、巨摩郡レプリカの要望が特に多かったという[5]。
- 1980年代前半、富士スピードウェイの廃止・レジャーランドへの転用がされていた当時、レース業界は「FISCO廃止問題連絡協議会」を立ち上げて反対運動を展開した。しげの秀一は『バリバリ伝説』のタイトル頁で、主人公巨摩郡が「FISCOなくなったら困るぜ！みんなで反対しよう！」と呼びかけるかたちで協力した。1986年7月にサーキットの存続が決定し廃止騒動は収束した[6]。また、1986年にテスト中の事故で亡くなった4輪レーサー萩原光への追悼文を欄外に記した回もあった。
- 2013年の第36回鈴鹿8耐ではイベントブースで「80年代バイクブームの熱気 バリバリ伝説展」という企画が催され、漫画にちなんだ市販車・レーサーが展示された[7]。